# Строк дії авторських прав

Карта строків дії авторських прав по країнах
100 років після життя автора
99 років після життя автора
80 років після життя автора
75 років після життя автора
70 років після життя автора
60 років після життя автора
50 років після життя автора
Мінімальний строк 50 років після життя автора, за винятком світлин
Мінімальний строк 50 років після життя автора
30 років після життя автора
25 років після життя автора
Невідомо

Розширення строку дії авторських прав у США (за умови, що автори створили свої роботи в 35 років і жили 70 років)

Строк дії авторських прав, або термін дії авторських прав, - проміжок часу, протягом якого діє авторське право на твір. Після закінчення даного строку твір переходить в суспільне надбання.
Авторське право діє протягом різного проміжку часу в різних країнах. Довжина строку може залежати від різних чинників, включаючи тип роботи (наприклад, музична композиція або роман), чи була робота оприлюднена чи ні й чи була робота створена фізичною чи юридичною особою. У більшості країн світу авторські права діють протягом життя автора і 50, або 70 років після його смерті. У більшості країн авторські права перестають діяти в кінці календарного року, який знаходиться під питанням.
Міжнародні угоди, такі як Бернська конвенція, встановлюють мінімальний строк дії авторських прав, але вони діють тільки для країн-підписувачів, а окремі країни можуть встановлювати довші строки, ніж установлені в угодах.
Оптимальний період дії авторських прав є важливою частиною суспільного і наукового дискурсу. У 2009 році в роботі Руфуса Поллока з Кембридзького університету був обчислений оптимальний період дії авторських прав на твір через економічну модель з емпірично-оцінюваними параметрами строком у 15 років, значно коротшим, ніж будь-який з наявних строків дії авторських прав.